# Geroldswil
Geroldswil (gzu. Geeretschwiil) – miejscowość i gmina (Politische Gemeinde) w północnej Szwajcarii, w kantonie Zurych, w okręgu (Bezirk) Dietikon. Leży nad rzeką Limmat.

## Demografia
W Geroldswil mieszkają 5262 osoby. W 2021 roku 28,7% populacji gminy stanowiły osoby urodzone poza Szwajcarią.

## Współpraca
Miejscowość partnerska:
- Schlans (miejscowość w gminie Trun), Gryzonia

## Transport
Przez teren gminy przebiegają autostrady A1 i A3 oraz droga główna nr 295.